# شارع الرشيد
شارع الرشيد   من أقدم وأشهر شوارع بغداد كان يعرف خلال الحكم العثماني باسم شارع (خليل باشا جاده سي) على اسم خليل باشا حاكم بغداد وقائد الجيش العثماني الذي قام على توسيع وشق الطريق العام الممتد من الباب الشرقي إلى باب المعظم وجعله شارعاً باسمهِ عام 1910م، وكان ذلك لأسباب حربية ولتسهيل حركة الجيش العثماني وعرباته وانجز العمل في هذا الشارع بصورة مستعجلة وارتجالية حيث كان يصطدم بمعارضة العلماء ورجال الدين البغداديين عند ظهور عقبة تعلق استقامتهِ ببروز جامع مرجان على الطريق كما كان يصطدم بأملاك المتنفذين والأجانب ممن هم مشمولين بالحماية وفق الامتيازات الأجنبية، وكذلك لقلة المال المتوفر لديهِ لاستملاكها، لذلك اضطر لحصول انحناءات في الشارع تبعاً لهذه العراقيل، ثم أطلق عليه البريطانيون سنة 1917 شارع هندنبرك، وشارع النصر وأخيرا في العهد الملكي سمي ب«شارع الرشيد» أسمه الأخير والذي بات أيقونة عراقية.
وهكذا بدأ بتهديم أملاك الفقراء والغائبين ومن لا وراث لهم، وهكذا أصبح الطريق ممهداً واسعاً تسلك فيه وسائط النقل بسهولة.
تطل على الشارع عدة جوامع تراثية منها جامع الحيدرخانة الذي شيدهُ داود باشا عام 1819م، وجامع مرجان وجامع سيد سلطان علي وجامع حسين باشا، ويحوي أسواقاً قديمة مشهورة منها سوق هرج وسوق السراي.

## جغرافية وتاريخ شارع الرشيد

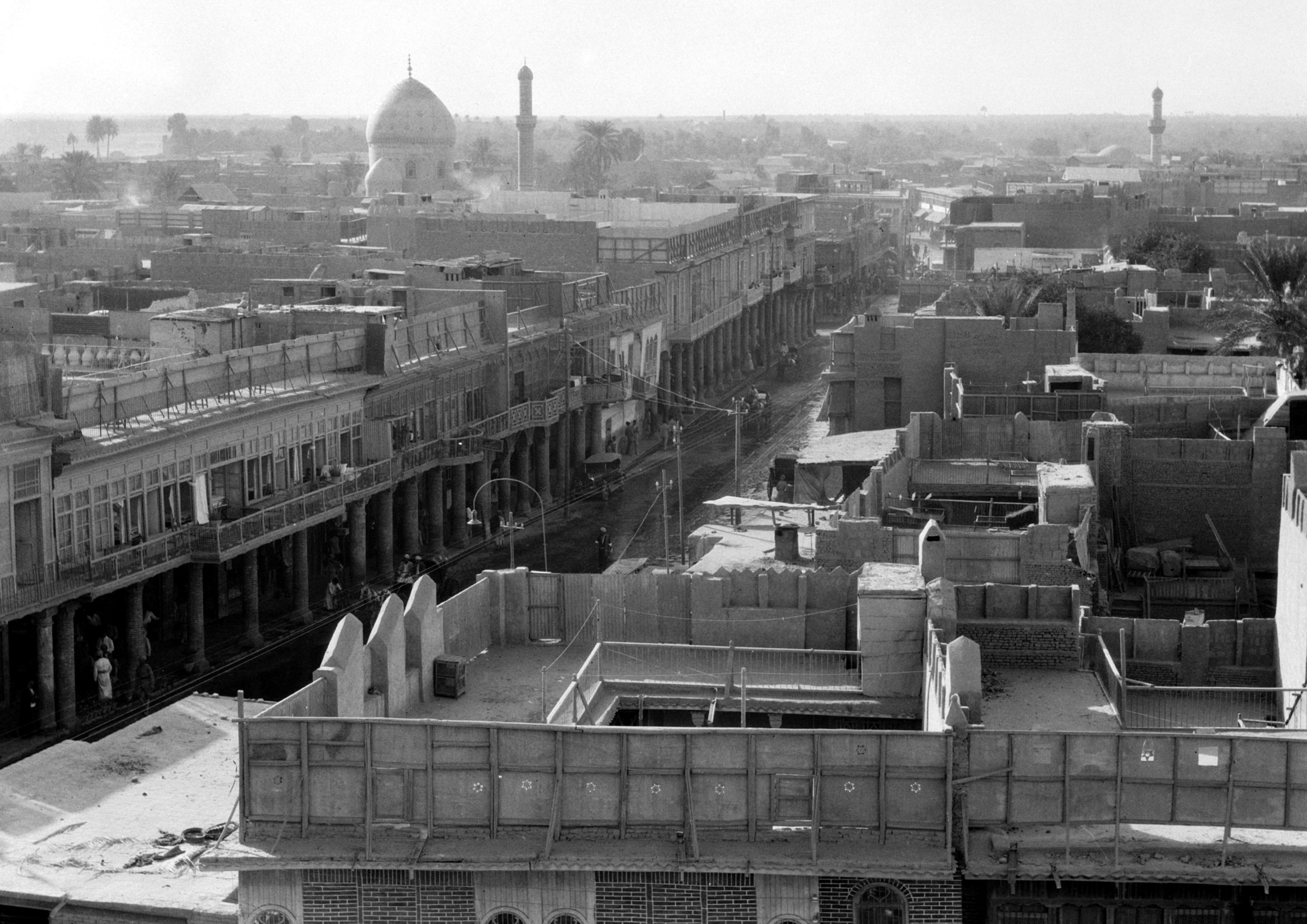
شارع الرشيد في عام 1920

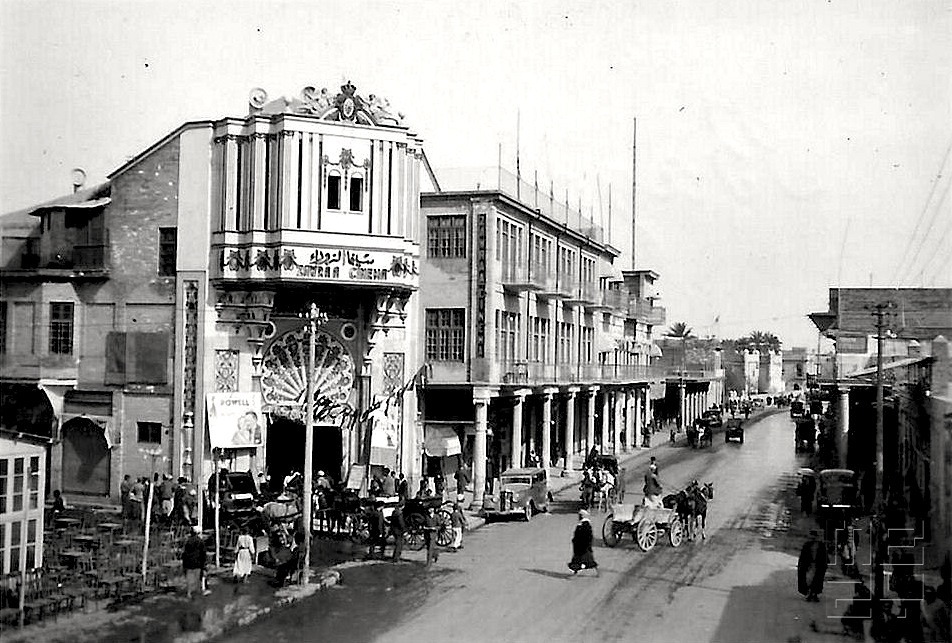
سينما الزوراء في شارع الرشيد عام 1942

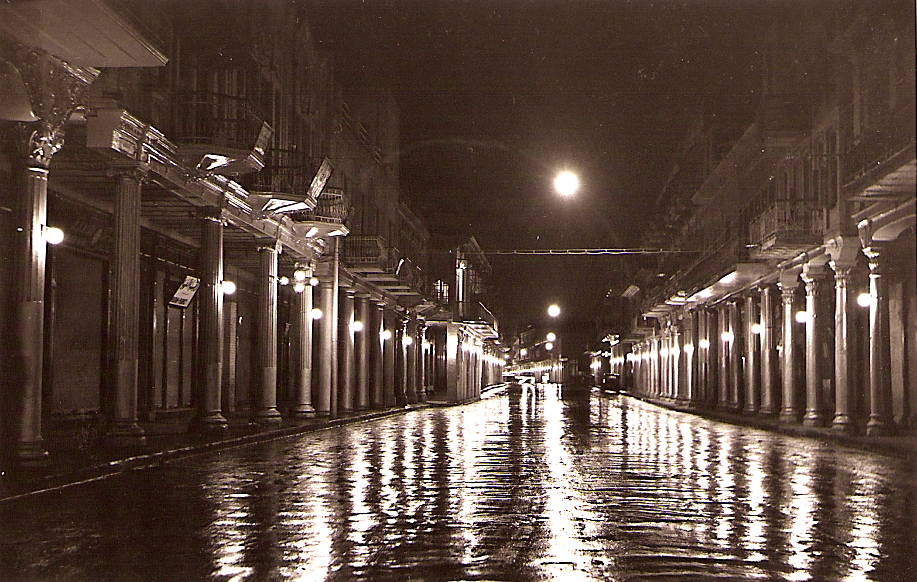
شارع الرشيد في عام 1942

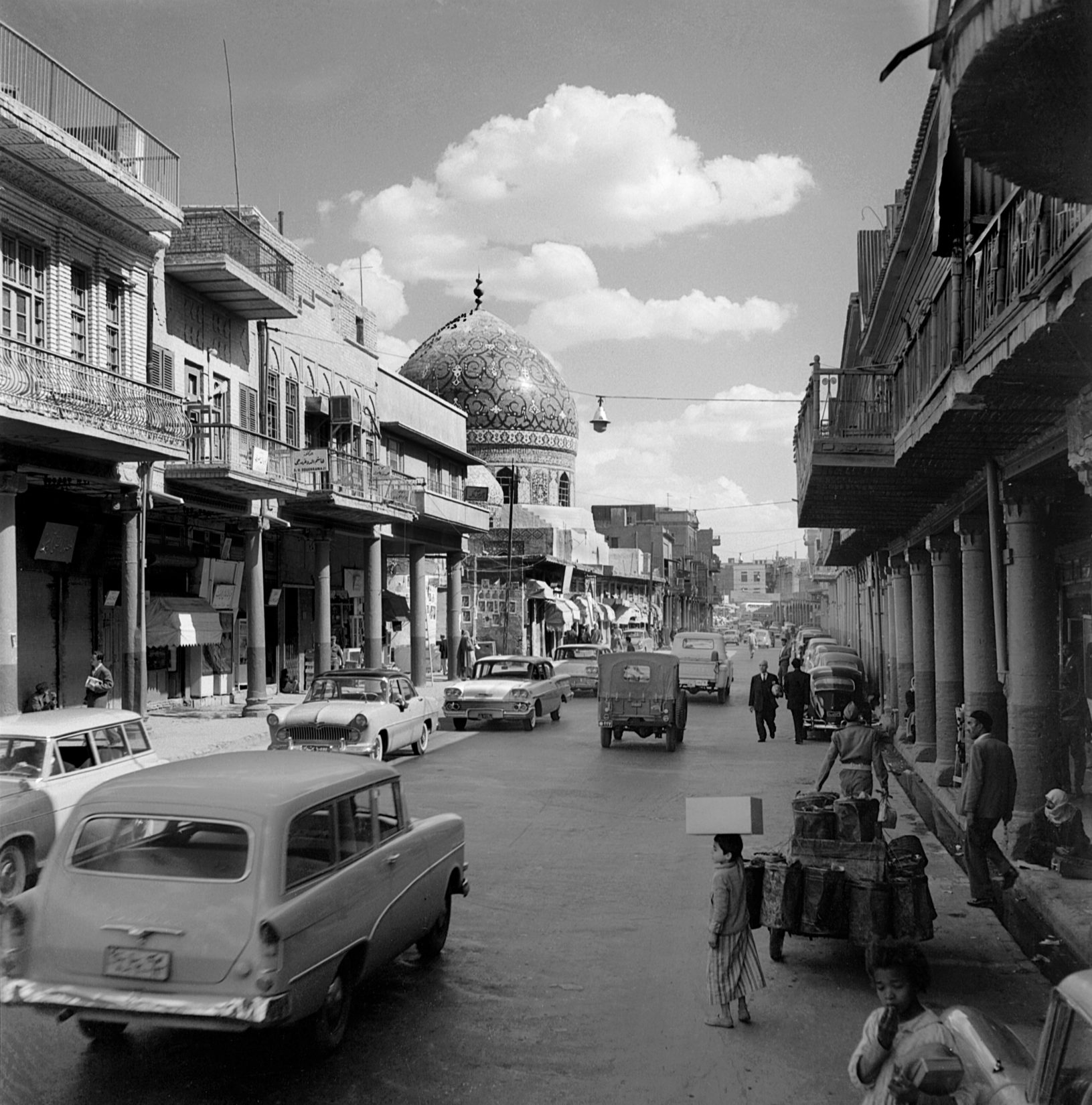
شارع الرشيد في عام 1960، بعدسة لطيف العاني.

### سبب التسمية
سمي الشارع بالرشيد نسبة إلى الخليفة العباسي هارون الرشيد حيث إن حقبة الرشيد تمثل العصر الذهبي لبغداد في عهد الدولة العباسية، وتلك التسمية جاءت بمقترح من مصطفى جواد، والذي كان طالب دكتوراه في جامعة السوربون، وبالتحديد في عام 1938 ،قدمه ببرقيه إلى (لجنة تسمية الشوارع) في أمانة بغداد والتي أقرت إطلاق اسم (شارع الرشيد) على الشارع الجديد.

### شارع الرشيد في العشرينيات

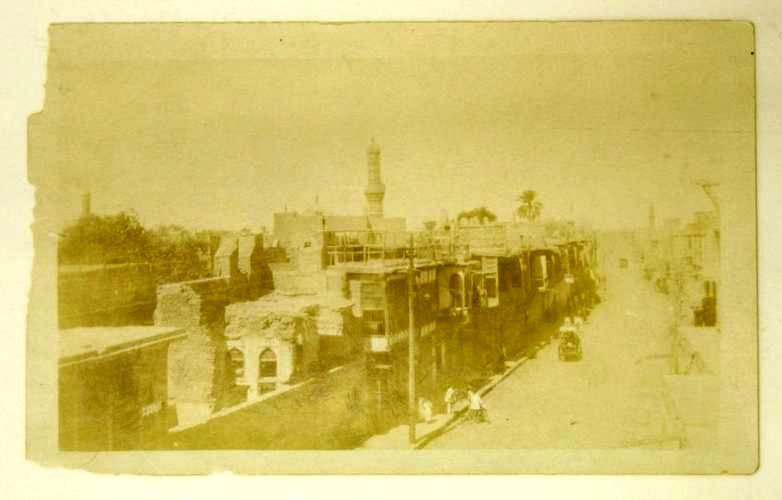
مشهد لشارع الرشيد، محلة رأس القرية، والمنارة التي في وسط الصورة لجامع الخاصكي، أما المنارة البعيدة على اليسار فهي لجامع عادلة خاتون الكبير 1917-1919

ولمعرفة ما في شارع الرشيد في عقد العشرينيات نبدأ جولتنا فيه من باب المعظم إلى الباب الشرقي ونبدأ من الطاق الكبير المرتفع إلى أكثر من عشرة أمتار وفيهِ الباب الحديدي الكبير لمدخل بغداد من هذه الجهة، وعلى جانبيه بابان صغيران تحت الطاق المقوس لمرور السابلة وفي خارج هذا الباب الصغيرة يجلس (دزدبانية) الضرائب، ويقع جامع الأزبك في أول الطريق العام ثم جدار القلعة وبابها المفتوح دائما (وزارة الدفاع حاليا) ثم جامع الأزبكية بمنارته القصيرة ولقد سمي نسبة إلى الأوزبكية، ولأن أفراد من شعب أوزبكستان يتجمعون فيه مع دواليبهم حيث كانوا يمتهنون مهنة حد السكاكين وفي بغداد يسمونهم (الجراخين)، وكانوا قد جاؤوا مع الجيش العثماني، بينما بني الجامع في عهد والي بغداد داود باشا، عام 1826م، وكانت ساحة القلعة ملعبا لكرة القدم، وعلى جهة النهر السجن القديم والذي يسمى سجن القلعة ومحله الآن هو وزارة الدفاع (المقر) كما كانت ساحة القلعة الواسعة محل استعراض كشافة المدارس الابتدائية وحدث في هذه الساحة وبحضور الملك فيصل الأول والوزراء أن دخلت جاموسة هائجة من باب القلعة في الميدان وأثارت الفوضى والاضطراب إلى أن تمكنت الشرطة من قتل الجاموسة وحكم على صاحبها بالسجن. لأنه لم يتخذ الاحتياط اللازم وكانت العادة أن تربط في ساق الجاموسة الأمامية المشتبه بها عصا كبيرة تعوقها عن الحركة الزائدة أو الركض.
ثم تأتي مدرسة المأمون بعد سلسلة من المقاهي الشتوية والصيفية الواقعة في السطوح وقد سجل الملك فيصل الأول بنفسه معلماً في مدرسة المأمونية، وسميت بالمأمونية نسبة إلى الاعتقاد السائد إلى البناء العباسي في القلعة وكان إيواناً لقصر المأمون وقام الملك فيصل أيضا بتسجيل ولي العهد غازي تلميذا في هذه المدرسة، وكانت لهُ من الكشافة فرقة خاصة سميت فرقة الأمير غازي وانتخب أفرادها من الطلاب النابهين من أولاد العوائل البغدادية المعروفة، وخلف المدرسة المأمونية يربض طوب (أبو خزامة) مع شموعهِ والخرق البالية المعلقة فيه ثم ساحة الميدان وقهوة خليفة التي تحتل نصف الشارع مقابل حديقة الميدان الصغيرة وسياجها الحديدي المسمى (القفص) وكلمة القفص تعني الشتيمة لأن من يقترب من القفص أو يدور حوله يتهم بالشذوذ الجنسي أو سوء السلوك على أقل تقدير فالشتيمة الموجوعة كانت أن يقال عنهُ (قفصلي أو ابن القفص)، ثم اختفت هذه العادة القديمة واندثرت بمرور الزمن.

### الجانب الأيسر من الشارع

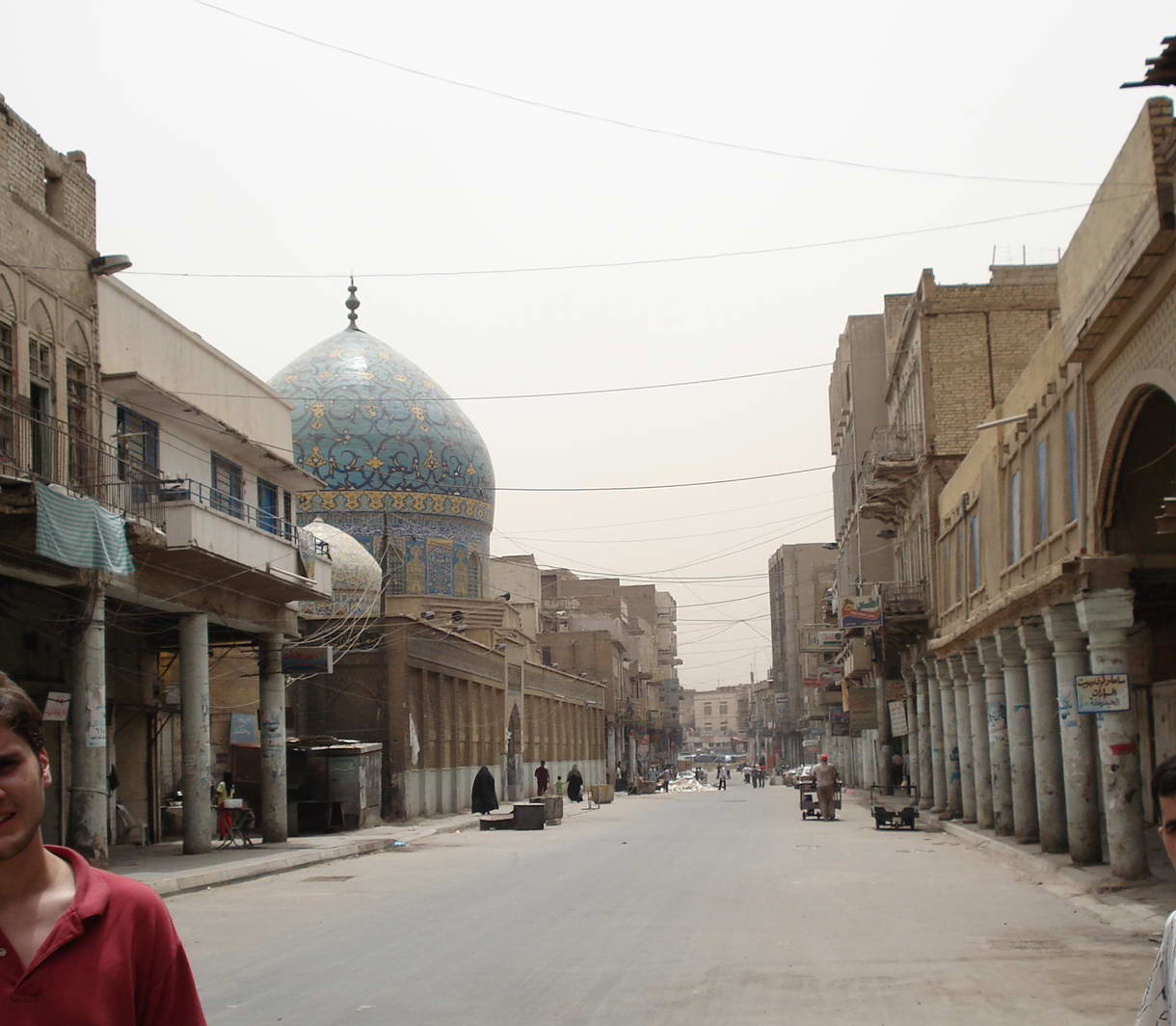
شارع الرشيد وفي وسطهِ جامع الحيدرخانة

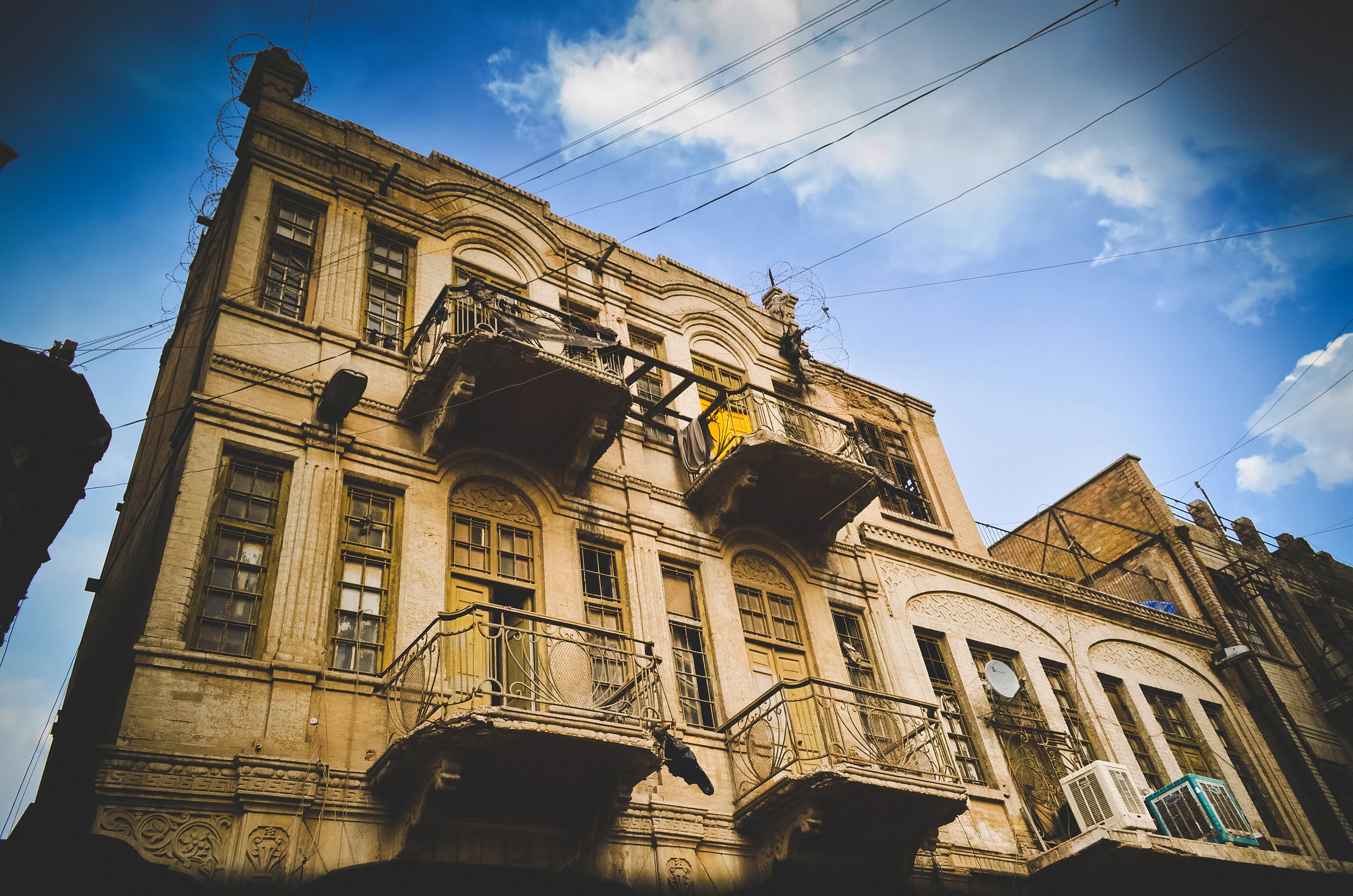
احد المباني القديمة في شارع الرشيد

أما الجهة اليسرى من الشارع فكانت تبدأ بالبيت الذي كان يحتوي على دائرة عسكرية وبعده ساحة لوقوف الدواب ولبيعها وقد شيد في محلها محطة للتزود بالبنزين باسم محطة بنزين باب المعظم، وهي الآن مبنى المكتبة المركزية العامة، وبعدها ساحة تضم التكية الطالبانية وكان يديرها علي الطالباني الذي حقق وطبع الديوان الشعري لجده الشيخ رضا الطالباني أشهر شاعر بغدادي في القرن التاسع عشر في اللغة العربية، واللغة التركية، واللغة الكردية، واشتهر بقسوة الهجاء، وبعد التكية ياتي خان (علو) المشهور وهو مركز العربات والعربنجية (سائقي العربة)، ثم جامع المرادية، وخلف الجامع يقع الزقاق المؤدي إلى دربونة ومحلة راس الكنيسة التي تعتبر أقدم كنيسة في بغداد، ثم مدخل طريق محلة الصابونجية، وعلى ناصيته البيت الفخم للوجيه الموصلي إسماعيل الحجي خالد الذي تركه في عقد الثلاثينيات لأنه لم يستطيع العيش والسكن في محلة الميدان تلك المحلة التي تغيرت وأصبحت تحتوي على محلات لشرب الخمر وبيوت الفاحشة وغير ذلك.
ثم نستمر في جولتنا بعد قهوة خليفة وقهوة البلدية فنصل إلى سوق الميدان الكبير ففندق الهلال الذي كانت تغني فيه المطربة بدرية السواس وجماعتها، والذي غنت فيهِ المطربة أم كلثوم أيضاً وبعدهُ يأتي سوق الهرج الكبير الذي هو مجمع اللصوص والمحتالين والمعدمين الراغبين في بيع ما لديهم أو شراء ما يحتاجون إليه من البضائع الحرام أو الحلال ويقع في بداية السوق وعلى الطريق العام مباشرة بيت عبد الحليم الحافاتي، وهو يكنى باسم عدو الملك فيصل الأول (لأنه لم ينتفع منه)، ثم الشارع المؤدي إلى حمام الباشا كراج (كوترل وكريك) ثم قهوة أمين التي سميت قهوة الزهاوي ثم شناشيل أحمد القيماقجي والد الدكتور إحسان القيماقجي وغرفة استقبالهِ المطلة على شارع الرشيد، ثم دكان الحاج (زبالة) لبيع شربت الزبيب والدندرمة (المثلجات)، ثم قهوة حسن عجمي ثم مدرسة شماش اليهودية ثم دكان الحلبي الحجي خيرو (برمبوز) أول من صنع شربت اللوز في بغداد ثم مطعم شمس ثم ديواخانة بيت رؤوف الجادرجي التي استأجرها حزب الإخاء الوطني مقرا له ثم الطريق المؤدي إلى أمانة العاصمة وفي أوله يقع المعهد العلمي الذي كان يهيء الجرائد للقراء المجانية نهارا وفي المساء ينقلب إلى معهد لتدريس أصول التجارة ومسك الدفاتر.

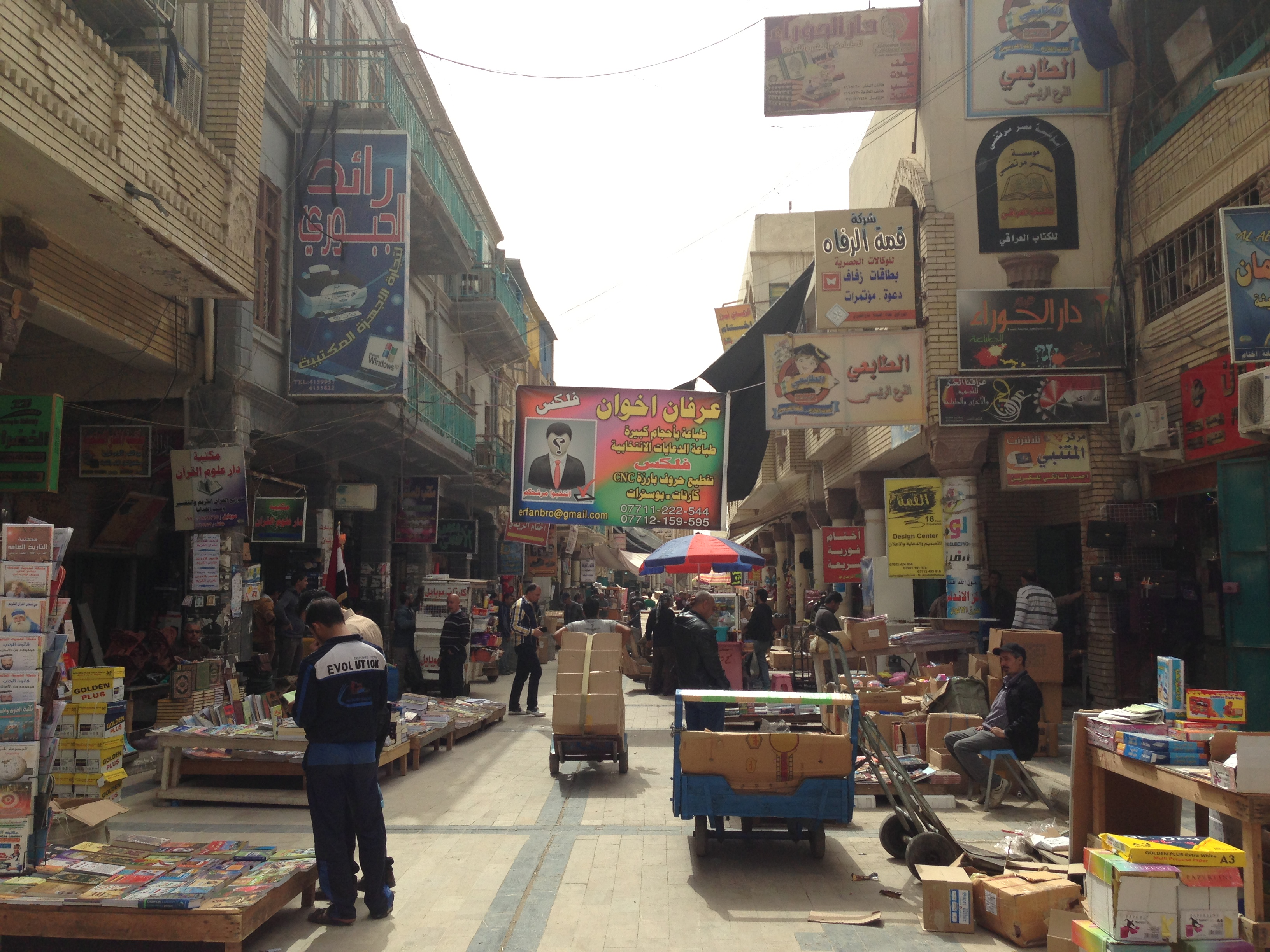
مشهد لشارع المتنبي في عام 2013م، والذي كان يسمى سابقا شارع الأكمكخانة

وفي الناحية الأخرى من الطريق تقع مدرسة الصوفية التي كان يرتادها جميل صدقي الزهاوي، بعد أن يكون خادمه قد ربط حمارته الحساوية البيضاء المسرجة والملجمة جوار المعهد العلمي ويبقى في الجامع مدة ساعتين ثم ينصرف إلى حمارته فيركبها بمساعدة خادمه ورجلاه تتدليان وبقدميهِ ينتعل الكالة الإيرانية الحريرية البيضاء، وبعدها شارع الأكمكخانة المسمى شارع المتنبي حالياً، والأكمك باللغة التركية تعني الخبز، وفي آخر هذا الشارع ومقابل قهوة الشابندر كان مبنى الفرن الكبير لصنع صمون العسكر في زمن الدولة العثمانية لذلك سمي الشارع بجادة الأكمكخانة، وفي بداية هذا الشارع مخزن ومحل أسطوانات حوريش وابن عمهم مغني المقام العراقي يوسف حوريش وعلى الركن الآخر من الشارع خرائب مسقفة بالكواني (الأكياس)، وفيها كان بيت (زماوي) وهي بائعة الكبة وأم جهاد بائعة خبز باب الآغا المشهور والذي يضرب بهِ المثل وقد عميت أم جهاد أخيراً، وتسلم جهاد الأمر من بعدها ولكن خبز جهاد لم يكن مثل خبز أمه فقد تغير الحال ثم أصيب جهاد بالعمى، كما عميت أمهُ من قبل، ثم يأتي بعدها حمام كجو وأسواق ومحال بقالوا باب الآغا وعبدو السوري الدمشقي وهو أول من جاء بغداد لعمل الدوندرمة (المثلجات) السورية ثم رئيس البقالين في باب الآغا (جبارة أبو قنبورة) وذلك قبل أن يتولى أولاد الحجي أحمد كنو عبود وسلمان ورزوقي وعمهم مهدي كنو أبو صالح ومجيد زعامة سوق باب الآغا وقد هدمت هذه الدكاكين وأقيم محلها البنك اللبناني المتحد.
وعلى زاوية الشارع أرض خراب اشتراها عبد الله المبارك الصباح زوج الشاعرة سعاد الصباح كما اشترى البيت عبد الهادي (أبو الطابوق الذي يسكن في طريق الأعظمية) والذي صار دار سكن عبد الحميد عريم، وإلى جهة اليسار من شارع الرشيد وابتداءً من بيت إسماعيل حجي خالد توجد سينما العراق، وهو مبنى سينما مهمل لا يدخله إلا رواد محلة الميدان، ثم دربونة (زقاق) المبغى العام أو الكلجية أو الكرخانة أو العمومخانة، وكلها أسماء لهذا المحل، وكانت الحكومة قد أغلقت مدخله في الشارع العام وفتحته من الخلف إلى أواسط العشرينيات، وكان الإعلان المكتوب على الجدار الخارجي باللغة العربية واللغة الإنكليزية والهندية لم يزل ظاهرا، والطريف إن الإعلان في اللغة العربية جاء فيه (ممنوع الخشوش من هنانا)، ثم تأتي قهوة عارف آغا ثم جامع الحيدرخانة، ثم دربونة الخشالات ثم سوق باب الآغا أبو الخضراوات ثم بائع الهريسة والسويكة، ثم مدخل جامع العاقولية، ثم مرقد إمام طه، الذي نقل أرشد العمري أمين العاصمة رفاته ليلا إلى سلمان باك، ثم ساحة الرصافي، التي حلت محله، ثم قهوة فتاح وبعدها مباشرة دربونة (زقاق) الدشتي (التي يسكن فيها أسرة آل كنو البقالون منهم وغير البقالين)، وزقاق الدشت هو الزقاق الوحيد في هذه المنطقة الذي ينظم فيه موكب عزاء عاشوراء (السباية)، برئاسة عبود كنو، وإدارة علوان مدرع الشاعر الشعبي، وكان مركز تجوالها نفس الزقاق مع الذهاب إلى مدخل سوق الصفافير ثم ترجع إلى محلة الإمام طه، ثم في الأزقة التي تسمى الآن (عقد الجام) ثم تعود إلى الدشتي وتتفرق ثم يأتي حمام (بنجة علي) ويكاد يختص بأهالي وعمال سوق الصفافير في الشورجة وسوق البزازين ثم خان فتح الله عبود، ثم مدخل سوق الشورجة، ثم جامع مرجان، الذي كان جداره متصلا بالشارع مباشرة وقامت الحكومة بهدمه بحجة إنه مائل للانهدام وكان مائلا بالفعل، وقيل إن البلدية سربت الماء إلى الأساس فجعلته يميل ثم هدم وأرجع الجدار الجديد عدة أمتار إلى الخلف فأصبح الشارع أكثر عرضا وجعلت له رصيفا واسعا اتجاه مبنى البنك المركزي العراقي.

جامع مرجان في وسط شارع الرشيد

ولقد كانت المناوشات مستمرة بين الحكومة وأمانة العاصمة حول جامع مرجان الذي يدخل كالقوس في الشارع وحاولت تهديمه عدة مرات لولا وقوف مديرية الآثار العامة والعلماء والمثقفين في بغداد ضد الفكرة ومن الطريف إن أحد أمناء العاصمة في بغداد عقد مؤتمرا صحفيا في قاعة الأمانة وقال: (أني استغرب هذا الاهتمام الشديد بجامع عتيق خرب وأنا مستعد أن ابني مكانه بعد تهديمه جامعا أكبر وأفخر فلم هذا الإلحاح والتمسك به؟)، وهكذا فقد طلعت الجرائد في اليوم الثاني تشيد بذكاء هذا الأمين وثقافته وتمسكه بالمحافظة عل التراث أكثر من تمسك (المس بل) التي رفضت تهديم جامع مرجان لأنه أثر ثقافي تاريخي ويحتوي على المدرسة المرجانية الأثرية التي أسسها وبناها حاكم بغداد في عهد الجلائريين أمين الدين مرجان، ومع هذا فقد أنعمت الحكومة على أمين العاصمة بأن نقلته إلى وظيفة مهمة كبيرة أخرى في الدولة، ثم هُدِّمَت المدرسة المرجانية بعد ذلك في عام 1946 لأجل توسيع الشارع.
وبعد المدرسة المرجانية تاتي مباني ودكاكين حتى محلة رأس القرية حيث المكتب التجاري الكبير لشركة عبد علي الهندي المستورد وصاحب معامل الثلج والصودا والنامليت والسيفون وتستمر الدكاكين والخرائب إلى طريق العبخانة، وكان على ناصيته الخياط الهندي (جي إس فارما)، وهو الخياط الخاص بالملك فيصل الأول، وبعد طريق العبخانة، وهو الشارع العرضاني الوحيد الواسع ثم السينما الوطني، ثم شارع الميكانيك والمضخات الزراعية، ومواقف السيارات الذاهبة إلى الصويرة، وبعدها شركة عدس لبيع سيارات فورد ثم قهوة ابن ملا حمادي، ثم شارع باب الشيخ ثم عدة بساتين صارت الآن محلة السنك، ونصل إلى حديقة الألعاب الرياضية التي أنشأها المصارع الخطاط صبري الهلالي بالتعاون مع المصارع يعقوب، وكان الاشتراك الشهري في هذه الساحة روبية واحدة، ثم شركة دخان (لوكس ملوكي) التي كان يملكها جماعة من الأرمن ثم الزقاق المؤدي إلى شركة كتانة وشركة يوسف سعد، ثم مدرسة الصنايع فالكنيسة الإنكليزية وهي آخر بغداد من الجانب الأيسر من شارع الرشيد.

### الجانب الأيمن من الشارع

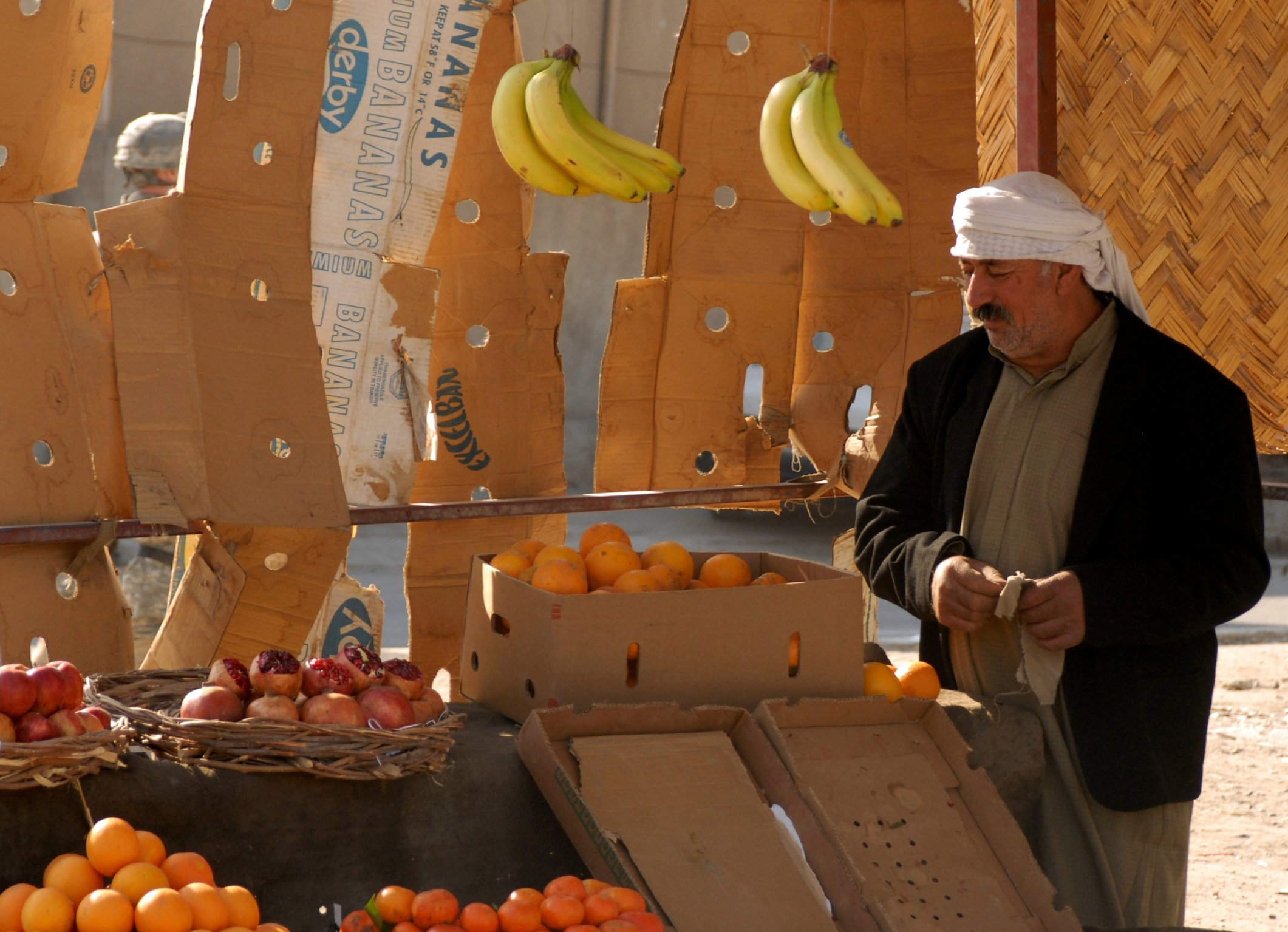
بائع فواكه في وسط شارع الرشيد في بغداد

أما الجانب الأيمن ونحن قادمون من باب المعظم فبعد شارع الدنكجية تأتي مبنى رويال سينما ثم النجارون في باب الآغا ومحلاتهم الواسعة جدا طولا وعرضا ويختصون بعمل الكواريك للأطفال والتوابيت وكراسي حبوب الماء وخزانات الثياب من خشب الصناديق الاعتيادي وتسمى (المرفع) ثم الصناديق الخشبية الصغيرة والكراسي المنخفضة ثم شركة عزرا مير حكاك وأشهر ما تستورد هو الدراجات والكرافونات ثم كراج نقليات الحجي أحمد الشيخلي لنقل البضائع إلى الكوت والعمارة وقد اقتطع من الساحة الكبرى التي يشغلها باقر الكبابجي ثم سوق الصفافير، ثم محل الحلاق كاظم ومعاونه عبود وهو أشهر الحلاقين في هذه المنطقة وليس فيها من يزاحم الحجي كاظم بكشيدته ولحيته المقرنصة وحياصته الحريرية وهو حلاق جميع الموجودين في سوق الصفافير والبزازين وما جاورهم وهو يفتح في الصباح الباكر ولا يغلق إلا بعد الظلام لأن الصفارين يبقون يشتغلون حتى المساء ويبقى ينتظرهم إلى أن يغلقوا محلاتهم، وبعده يأتي مكتب نقليات حييم نثانيل اليهودي الشهير والذي له فروع في سوريا ولبنان وأوروبا ويكاد يماثل شركة توماس كوك في نقليات البضائع وبعد أن ترك العراق أستقر في بيروت على الميناء في آخر شارع اللنبي واشترك معه في العمل بالأيام الأخيرة بعض العرب والعراقيين (سرا) والمشهور عن مكتبه في بغداد أنه وقف ذري ولكنه انقلب إلى ملك صرف على طريق (كل من يدعي حق التملك).
وبعدها تأتي الساحة الكبيرة الواسعة التي تقابل جامع مرجان وفيها يتجمع الباعة ليبيعوا لليهود العائدين إلى بيوتهم مساء كل ما يخطر على البال وأولها (الششة والخريط)، أما الششة فهي مجموعة نقل وحامض حلو وباقلاء يابسة وحمص وحب شجر، والخريط فهو قطع من الحلوى المصنوع من قصب البردي وكان اليهود يتزاحمون على شرائه.
وفي هذه الساحة نصبت أول ماكنة لتعبئة شراب المعروف بالمياه الغازية ولبيع شراب السيفون وشراب الجنجر والصودا والنامليت، وكان قبل ذلك يباع جاهزا بالقناني المغلقة بالكرات الزجاجية، والتي يجب أن تكبس باليد لفتح الزجاجة وكثيرا ما كانت قنينة الزجاج تنفجر فيصاب الإنسان بالجروح البالغة، ومن نهاية هذه الساحة يبدأ شارع المصرف بخان (الأورطمة) أي خان مرجان على جهة اليمين وخان علي صائب الخضيري على جهة اليسار ثم صارت فيما بعد مكتب صيرفة أدوار عبودي و(بنكودي روما) في الثلاثينيات. وهو الآن مبنى المصرف المركزي العراقي، وبقربه مبنى مصرف الرافدين ثم دربونة (زقاق) فيها خانات تجارية تسمى دربونة (النملة) وتتصل بشارع المستنصر (شارع النهر)، ثم محل بيت مسيح لبيع العرق وبعده دربونة جامع الخاصكي، وبعد الدربونة مباشرة اُفْتُتِحَ أول محل في العراق لكيّ الملابس بالبخار، وقد جلبه الأرمني (توماس ميمريان)، وسماه مكوى توماس ميمريان، وكان عجبا عند أهل بغداد وأجرة الكيّ روبية واحدة وهو مبلغ محترم جدا في تلك الأيام ثم محل الطبيب سموئيل إدواتو في آخر ساحة الغريري، التي وضع فيما بعد فيها تمثال عبد الوهاب الغريري، وحاليا هدم تمثاله بعد غزو العراق عام 2003م، ووضع بدلا منه تمثال عبد الكريم قاسم وتغير اسم الساحة إلى ساحة عبد الكريم قاسم.

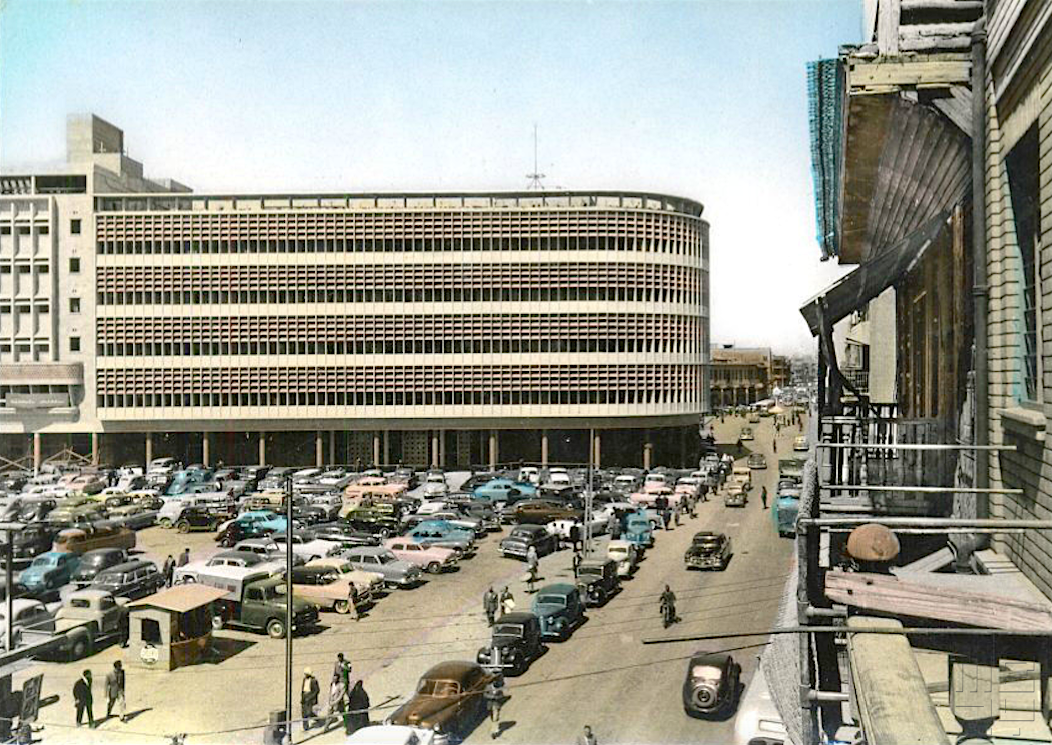
صورة ملونة لمصرف الرافدين في شارع الرشيد

وبعدها تطل على الشارع البناية الضخمة لشركة لنج للنقل النهري واستيراد المضخات المائية المشهورة (رستن والخنزيرة تان جي)، والدخول إلى مقر الشركة من الباب الخلفي في شارع النهر مقابل دكاكين الصابئة، أما على شارع الرشيد فكانت دكاكينهم مؤجرة وأشهر المستأجرين كان (مكنزي) صاحب المكتبة الإنكليزية المشهورة في بغداد والتي أوصى بعد وفاته أن تسلم هبة إلى مساعده في المحل جواد المعروف باسم (كريم مكنزي)، وبجواره الخياط البيروتي الشهير علي رضا، ثم تكية السيد البدوي وحديقتها وبعدها سنترال سينما الذي جرت فيه حفلة المصارعة المشهورة بين الهركريمر الألماني والمصارع العراقي الحاج عباس الديك بتحكيم الرياضي أكرم فهمي والتي انتصر فيها العراقي حجي عباس، وقد احترقت هذه السينما مؤخرا وشيد مكانها سوق عبود.
وبعدها الزقاق المؤدي إلى بيت الزئبق والباججي والتي اشتملت على المصورين أرشاك وعبوش وكازينو شريف وحداد وهما عبد الله شريف وإسماعيل حداد اللذان كانا موظفين في كمرك بغداد وعملا سوية في هذه الكازينو ثم يأتي بعدها على الشارع فندق مود (قبل أن ينتقل إلى جانب الكرخ) وكان يديره محمود النعماني وطباخه الإيطالي كوستا ثم أنشئ بدلا من هذا الفندق وما جاوره من العقارات أسواقا ومحلات تجارية ومنها المصور (الدرادو) ثم تأتي مباشرة الأرض الواسعة التي اتخذت كراجا ومحلا لتصليح وادامة سيارات شركة نيرن وانقلبت مؤخرا إلى مبنى شركة أوروزديباك حتى ساحل نهر دجلة وبجوارها مباشرة جامع سيد سلطان علي وهو مركز رواد الطريقة الرفاعية ومقر عميدها الشيخ إبراهيم الراوي ثم الطريق إلى شريعة السيد سلطان علي وهي من أهم شرائع بغداد سعة وازدحاما ثم محلة الجنابيين وعلى شارع الرشيد كان دكان الإيراني البهاني الذي كان يبيع أحسن أنواع الفستق والبندق واللوز وبقية المكسرات ثم محلات أسواق الأرمن الذين يبيعون البسطرمة والكيك واللبن الرائب، ثم البيت الكبير العائد للوجيه الأرمني البغدادي القديم سركيسيان والذي اتخذ فيما بعد محلا للمشروبات وللرقص كملهى وفيه اتهمت الفنانة المشهورة التي كانت تستأجر البيت هي (صبيحة كسرى) بقتل إحدى الفنانات حين رمتها من فوق السطح العالي إلى الأرض وقد برأتها المحكمة من هذه التهمة وكان المعروف عن صبيحة كسرى (أم أكرم) شقاوتها ومراجلها وجمالها.
ثم قصر النقيب الكبير الذي يطل على نهر دجلة مباشرة ثم دار المقيم البريطاني الذي اتخذ محلا لكمرك بغداد بعد انتقاله من زقاق الدخانية في سوق الصفافير وكان مديره الإنكليزي المستر (مونك) وهو المشهور بعملية تهريب موظفي الكمرك بواسطة الزوارق النهرية ذلك أن أكثر موظفي الكمرك كانوا يستدينون من المرابين النقود على أساس دفعها عند قبض الراتب وتجمع المرابون الدائنون في باب الدائرة بانتظار نهاية الدوام وملاقاة الموظفين المدينين لقبض بعض الديون وصادف أن كان حلول عيد الفطر، وحين علم المستر مونك بهذا التجمع وأسبابه ورآه رؤية العين اتصل بالسلطات المسؤولة وأرسلوا زورقين بخاريين من شريعة السيد سلطان علي وأركب فيها الموظفين وبعثهم إلى بيوتهم قبل انتهاء الدوام وحرم الدائنين من قبض ديونهم لذلك الشهر.
وبعده بستان الوقف الكبيرة التي بني فيها فندق السندباد وفندق سميراميس ثم عدة بساتين اتخذت مقهى كبير استأجرها (هوبي) وكان يغني فيها رشيد القندرجي وفي ركن منها مخزن لبيع الخشب وبني في نهاية البساتين البيت الكبير لمناحيم دانيال الذي سكنه الملك فيصل الأول على إثر غرق البلاط سنة 1936 ثم القصر الذي كان يقيم فيه القنصل البريطاني ثم قائد القوات البريطانية وقد بقي المدفعان وسارية العلم البريطاني المرفوع حتى الثلاثينيات من هذا القرن ثم اتخذ مقرا لوزارة الاقتصاد مدة طويلة ثم القصور العائدة لعبد القادر الخضري والحجي ياسين الخضري ثم قصر الباجه جي وهو نهاية شارع الرشيد حيث لكنيسة الأنكليكانية (الإنكليزية)
والآن وقد انتهينا من جغرافية وتاريخ شارع الرشيد فنقول إنه لم يكن يسمى شارع الرشيد بل سمي أولا خليل باشا جاده سي ثم سمي الجادة العمومية ثم الشارع العام وأخيرا اجتمعت اللجنة التاريخية الأدبية لوضع أسماء الجادات فأطلقت عليه اسم (شارع الرشيد) كما أبدت كل كلمات (الجادة) باسم شارع مثل : (جادة الصالحية) و(جادة الشيخ) و(جادة علاوي الحلة) و(جادة الأكمكخانة) و(جادة السراي) وكلها صارت تسمى (شوارع) وكان شارع الرشيد متربا غير مستوي إلا بضعة أمتار في منطقة الميدان فكان فيها بعض الطابوق المرصوف وكان الشارع منخفضا في ساحة الميدان وأمام سوق الصفافير وجامع مرجان ورأس القرية لذلك كانت أشغال الحمالين أيام المطر رائجة في هذه المناطق لحمل الناس على الأكتاف لكي يعبر الشارع من جهة إلى أخرى أما ازدحام العربات بأنواعها والحيوانات والسيارات فقد كان بالغا ومزعجا حيث كان هو المتنفس الوحيد لجانب الرصافة في بغداد وقد خصص للشارع بضعة أفراد من الشرطة تدربوا لتسهيل المرور في دورة خاصة فتحها (بريسكوت) مفتش الشرطة الأقدم لتهيئة شرطة مرور يساعدون الانضباط العسكري البريطاني (إم بي) وألبسوا الشرطة المذكورين في أذرعهم أكياساً بيضاً مخططة بالأسود علامة على أنهم مسؤولون عن النظام في الشارع.

### نظام السير
وفي أوائل العشرينيات حصلت فوضى كبيرة في الشارع على إثر إعلان عن تبديل نظام السير من اليمين إلى اليسار فقد كان السير سابقا وفقا للنظام البريطاني الذي يكون فيه مقود السيارة إلى الجهة اليمين، كما هو متعامل الآن في أكثر أنحاء انكلترا والبعض القليل من دول الكمنولث، وقامت شركة (كوترل وكريك) و(بيت يوسف سعد) و(الأسطى سلمان الميكانيك) الذي صار بعدئذ المسؤول عن ميكانيك سيارات الشفروليت عند بيت لاوي والأسطى أحمد في الميدان بعملية نقل مقود السيارة من اليمين إلى اليسار بنجاح غير كامل، أما الاضطراب فكان في العربات لأن الخيل المعتاد في جهة اليمين من العربة لا تعرف كيف تتحرك وتسير إذا ربطت على جهة اليسار وكذلك العكس وحصلت المصادمات وسقطت الخيول في الشارع وبعد شهر أو أكثر استقام الحال واعتادت الخيول مرة ثانية على سحب العربة بسهولة ويسر.
ولم يكن في شارع الرشيد شوارع فرعية إلا بعض الشوارع المؤدية إلى نهر دجلة بل كانت هناك طرق مثل طريق الصابونجية في الميدان وطريق العباخانة في سيد سلطان على طريق باب الشيخ وكانت المشكلة الكبرى تقع يوميا في الشارع أثناء عبور العربات على الجسور في أيام الفيضان حيث يكون الجسر أعلى من مستوى الشارع ولا يستطيع سائق العربة إيقاف الخيل على مثل هذا المنحدر حتى إذا استطاع وجذب اللجام بقوة فإن الخيل تتزحلق بسبب نعومة النعلجات تحت حوافرها لذلك كان يحصل الاصطدام بالسيارات وبالناس وذهبت ضحايا كثيرة آخرها قرب باب جامع الإمام الأعظم حيث اصطدم (أوخ) العربة (وهي الخشبة الطويلة التي تربط الحصانين بالعربة) بمؤخرة إحدى سيارات الباص الصغيرة وتهشم الزجاج الموجود بالجهة الخلفية من السيارة حيث قتل صبيان ذبحا بالزجاج وجرح آخرون بالاوخ.
وكانت المنطقة المحصورة بين باب الآغا وراس القرية أكثر المناطق إزدحاما بالناس والكدش والعربات والحمير المحملة بالبضائع والرقي والبطيخ من شريعة المحكمة أو شريعة الجسر، لأنها هي قلب المنطقة التجارية في بغداد وقد حاولت الحكومة مؤخرا إصلاح الحال ومنع العربات من المرور في الشارع، ولكنها لم تفلح وآخرها الأمر الذي أصدره أرشد العمري أمين العاصمة بأنن على سواق الحمير والكدش أن يقودوا أكثر من ثلاثة دواب في آن واحد فازدادت المشكلة تعقيدا بكثرة السواق ومعاركهم.

### مشروع تبليط شارع الرشيد
ثم بدأ بعد منتصف العشرينيات مشروع تبليط شارع الرشيد أيام كان (نشأت السنوي) أمينا للعاصمة وبدأ التبليط بالتعديل أولا، ثم فرش الرمل والحصو الناعم ثم المشبك الحديدي (بي آر سي) ثم التبليط باليد وبالشيبك الخشبي المدهون بالنفط الأسود كي لا يلتصق بالجير واستمر التبليط أشهرا طويلة وكان من ضحايا التبليط أمين العاصمة نفسه حيث نقل من منصبه إلى محل آخر، وما إن انتهى التبليط حت أصبح شارع الرشيد المتنزه الأمثل لأهالي بغداد وخصوصا سكان الكرخ، والسعيد منهم من يحصل وقت العصر على محل خال في تخت أحد القهاوي المشرفة على الشارع ليتفرج على الرائحين والغادين من الناس الذين ليس لهم سوى التفرج بعضهم على بعض أو انتظار مرور عربات الغانيات من الميدان إلى الباب الشرقي في عربات مكشوفة وهن سافرات ومن الطبيعي أن لا تخرج غانية منهن إلا إذا كانت ذات جمال واشتهرت منهن (زهرة عجم) التي قد تكون إيرانية من نسل بقايا عجم الوالي محمد الذي سيطر على بغداد في أيام الدولة العثمانية.
واشتهرت كذلك سليمة مراد (سليمه باشا) وصبيحة كسرى وخديجة بيدي وكانت الحكومة قد أصدرت أمرا يقضي بأن تلبس الغانيات ثيابا وعباءات وجواريب لونها أزرق غامق تميزا لهن عن باقي النساء كما أمرت أن يجلس خادمها بجانب العربنجي وأن يلبس عرقجيناً أصفر اللون واستمر الحال أكثر من سنة وهن بهذا الزي حتى زال تدريجيا بمرور الوقت.
وبدأ الناس يعمرون أملاكهم الواقعة على الشارع أما بشكل مقاه أو دكاكين أو مخازن (مغازات)، أما في الأعياد أو في المراسيم الملكية أو في قدوم زائر أجنبي فليس من السهل أن يجد الإنسان موضع قدم إذ تكون بغداد بأجمعها وسكان الألوية قد تجمعت في الشارع.
وأما سيارات الأجرة (التاكسيات) فلم تبدأ العمل إلا في منتصف العشرينيات. وأول من بدأها سيارات (الفيات) الصغيرة ثم كثرت بعدئذ وأدت الشكوى من ضيق الشارع وعدم استيعابه لوسائط النقل ففتحت الحكومة مؤخرا شارع (غازي) المعروف بشارع الكفاح، وشارع الأمين العرضاني للعبور من وإلى الكرخ، وشارع العباخانة بعد أن هدت البناية المقابلة لجسر مود تماما والتي كان يشغلها بائع العرق الشهير يعقوب طيارة، وبجانبه محل حافظ القاضي، وقد اصطدمت مرارا العربات القادمة من الكرخ على جسر مود بدكاكينهم وبالزبائن، ثم بلطت الحكومة شارع الميكانيك مقابل جامع سيد سلطان علي، وشارع باب الشيخ والشارع المؤدي إلى محطة قطار بعقوبة فخف الضغط على شارع الرشيد بصورة نسبية وحدثت المشكلة الكبيرة حين فتح شارع غازي ذلك إن أمين العاصمة أرشد العمري (وذلك في الثلاثينيات من القرن العشرين) قرر أن يكون شارع غازي واسعا من ساحة قنبر علي حتى ساحة الصدرية.
أما الجانبان الآخران فقد بقيا ضيقين بينما أصر المهندسون الذين استخدموا لهذا الغرض ان يكون الشارع عريضا ذا ممرين من بدايته حتى نهايته تحسبا للمستقبل وأصر أمين العاصمة على رأيه وقال في مؤتمر صحفي أن أهالي بغداد صاروا طماعين يريدون أن يقبضوا عن عقاراتهم المستهلكة مبالغ قد تصل إلى مئة ألف دينار لكل طرف من الشارع وهو مبلغ باهظ لست مستعدا لأدائه وكان عنيدا بطبيعته واستقال المهندس احتجاجا على هذا العناد الذي لا لزوم له وبرهنوا له أن ما تقبضه الأمانة من بيع أملاكها على الرصيف سوف يسدد مبالغ الاستملاك وأكثر وترك المهندسون العراق كما تركوا عنق الزجاجة في نهاية الشارع حتى اليوم.

## بداية عملحافلات نقل الركابفي الشارع

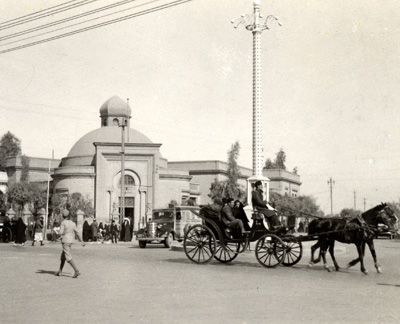
عربات النقل في بغداد عام 1930

أما الحافلات لنقل الركاب فلم تبدأ عملها في شارع الرشيد إلا في نهاية العشرينيات من القرن العشرين حيث كانت العربات التي تجرها الخيل هي السائدة في النقل، وقد بدأت الحافلات الكبيرة بالبداية والتي عملت في مركز بغداد، وكانت أجرة الراكب من منطقة باب المعظم إلى الباب الشرقي (آنة واحدة)، وصارت أربعة فلوس بالعملية العراقية الجديدة، وكانت تعمل بين الباب الشرقي وباب المعظم فقط.
وفي الثلاثينيات ظهرت الحافلات الصغيرة واشتغلت بين مركز بغداد والكرادة، والأعظمية وبالرغم من فتح شارع غازي فقد بقي شارع الرشيد هو المتنفس الوحيد لمدينة بغداد ومركز نشاطها وتظاهراتها وهوساتها ومواكب العزاء والمسرات فيها وكثرت السيارات في أواخر العشرينيات وبقي نظام المرور غير مرتب، وكانت السيارات تسير على غير هدى، والمنبهات والأبواق و(الطواطات) المربوكة على جهة السائق تزعج الناس والعطل الدائم للسيارات والخيل الجانحة للعربات لذلك فقد صدرت أنظمة وتعليمات إلى شرطة المرور في الشارع وكانت مؤلفة من مفوض شرطة وبضعة أفراد. وفي الثلاثينيات صدر نظام المرور وزاد عدد أفراد الشرطة وعين معاون مدير شرطة مرور لإدارتها ونيطت بها أيضا مهمة التصديق على متانة وسلامة مركبات الحمل (المركبات الكبيرة) التي تنقل البضائع والركاب إلى خارج العراق.

## إمتحان سواق السيارات واعطائهم الإجازة
وكان يبدأ امتحان سواق السيارات لإعطائهم الإجازة القانونية ويجري الاختبار في الزقاق الواقع خلف جامع السراي، في شارع الرشيد، وكانت السرعة محدودة في الشارع حيث السرعة داخل المدينة فيمنع أن تتجاوز المركبة (15 كيلومتر/ساعة) أما خارج المدينة فتكون (25 كيلومتر/ساعة)، وكان معدل هذه السرعة في ذلك الوقت عاليا، ثم انتشرت شركات استيراد السيارات فكانت شركة شفيق عدس تستورد الفورد، وشركة كتانة تستورد الدودج والبلايموث ويوسف سعد للبكارد والمهدسن والناس وبيت لاوي للشفرولية وأخواتها وبيت داود ساسون للسيارات الإنكليزية موريس وأوستن وفنكارد وغيرها أما السيارات الألمانية فكان يستوردها جورج عبديني.

## أرقام العربات والسيارات في بغداد
كانت السيارة ذات الرقم واحد في بغداد للسيد حاج سليم مدير الشرطة العام الأسبق، ورقم 2 لجورج عابدين ورقم 3 لعلي جودت ورقم 4 لنشأة السنوي و5 لفخري الطبقجلي ورقم 6 لجميل المدفعي ورقم 7 لشهاب الدين الكيلاني ورقم 8 لجلال بابان ورقم 9 لرشيد عالي الكيلاني ورقم 10 لحسام الدين جمعة ورقم 12 ناجي السويدي ورقم 14 انطوان شماس ورقم 15 عبد المنعم الخضيري ورقم 17 لرؤوف الجيبه جي ورقم 18 ناجي شوكت ورقم 20 لرئيس الوزراء نوري السعيد ورقم 22 رؤوف البحراني ورقم 23 لعبد المحسن شلاش ومن الصعب تعدادهم كلهم ولكن لغرض الاطلاع فكان رقم 30 بغداد لجلال خالد ورقم 33 الدكتور مظفر الزهراوي ورقم 35 لتحسين علي ورقم 40 لإسكندر اصطيفان ورقم 44 لناجي الخضيري ورقم 47 لصالح جبر ورقم 49 لعبد الرزاق فتاح ورقم 58 لمحمود صبحي الدفتري ورقم 59 لتوفيق السويدي ورقم 66 لعلوان حسين ورقم 70 السيد محمد الصدر ورقم 79 لجميل عبد الوهاب ورقم 90 لإبراهيم كمال ورقم 100 لعبد الحليم السنوي ورقم 120 لعارف السويدي ورقم 300 لعبد الهادي الدامرجي.
أما في خارج لواء بغداد فلم يكن للمرور سوى رجل شرطة واحد في البصرة وآخر في خانقين وآخر في النجف ثم في كركوك ثم في الموصل، وكان رسم تسجيل السيارات ورسم إجازة السوق عشر ربيات أما رسوم العربات فهي نصف رسوم السيارات أما الدراجات الهوائية والبخارية فلم تكن تدفع الرسوم.